# Acridocephala nubilosa
Acridocephala nubilosa là một loài bọ cánh cứng trong họ Cerambycidae.